# Мельчайшие организмы

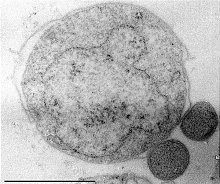
Две Nanoarchaeum equitans на архее Ignicoccus

Мельчайшие организмы — это все представители бактерий, животных, растений и других организмов, встречающиеся на Земле, которые обладают минимальными значениями в своих классах (отрядах) по таким параметрам, как масса, длина, рост.

## Вирусы

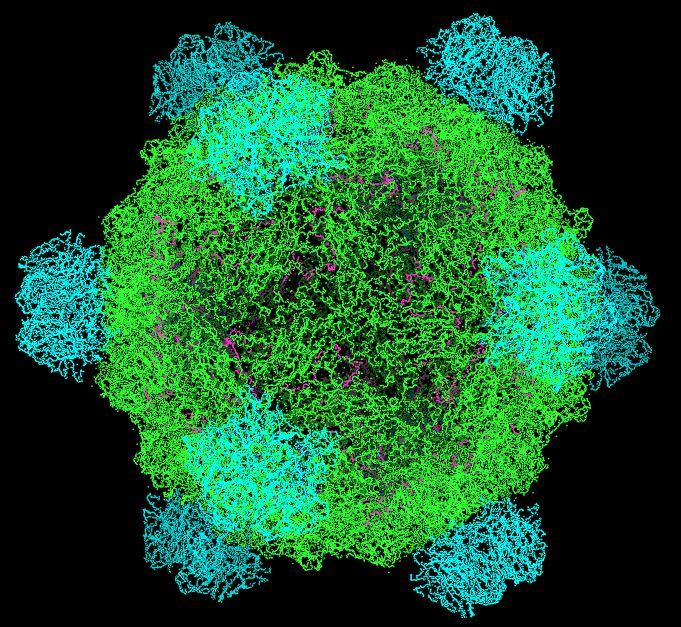
Бактериофаг Escherichia virus phiX174

Мельчайшими ДНК-содержащими вирусами являются представители семейства гепаднавирусы (Hepadnaviridae), такие как вирус гепатита B (длина ДНК около 3200 нуклеотидов, диаметр капсида 42 нм); у парвовирусов (Parvoviridae) капсиды ещё более мелкие (18—26 нм), но более крупный геном (5000 нуклеотидов). Мельчайшим ДНК-бактериофагом является фаг Escherichia virus phiX174, геном которого немного крупнее генома вируса гепатита B (около 4000 нуклеотидов).

## Прокариоты
Термофильные археи Nanoarchaeum equitans (обнаружены в 2002 году в гидротермальных выходах у берегов Исландии) являются мельчайшими в мире свободноживущими клеточными организмами. Их размер составляет около 400 нм. Среди внутриклеточных паразитов наименьшие размеры имеют бактерии рода Mycoplasma, например, Mycoplasma genitalium, диаметр клеток которой составляет 200—300 нм.

## Животные
Некоторые виды Myxozoa (облигатно паразитирующих стрекающих) никогда не вырастают больше 20 мкм. Длина взрослых представителей одного из мельчайших видов (Myxobolus shekel) составляет не более 8,5 мкм.

### Моллюски

#### Двустворчатые
Самые мелкие представители моллюсков относятся к классу двустворчатых. Взрослые особи самого мелкого вида, Condylonucula maya, достигают в длину 0,5 мм.

### Членистоногие

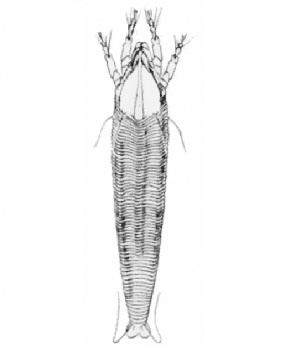
Микроскопический клещ Abacarus hystrix из семейства Eriophyidae

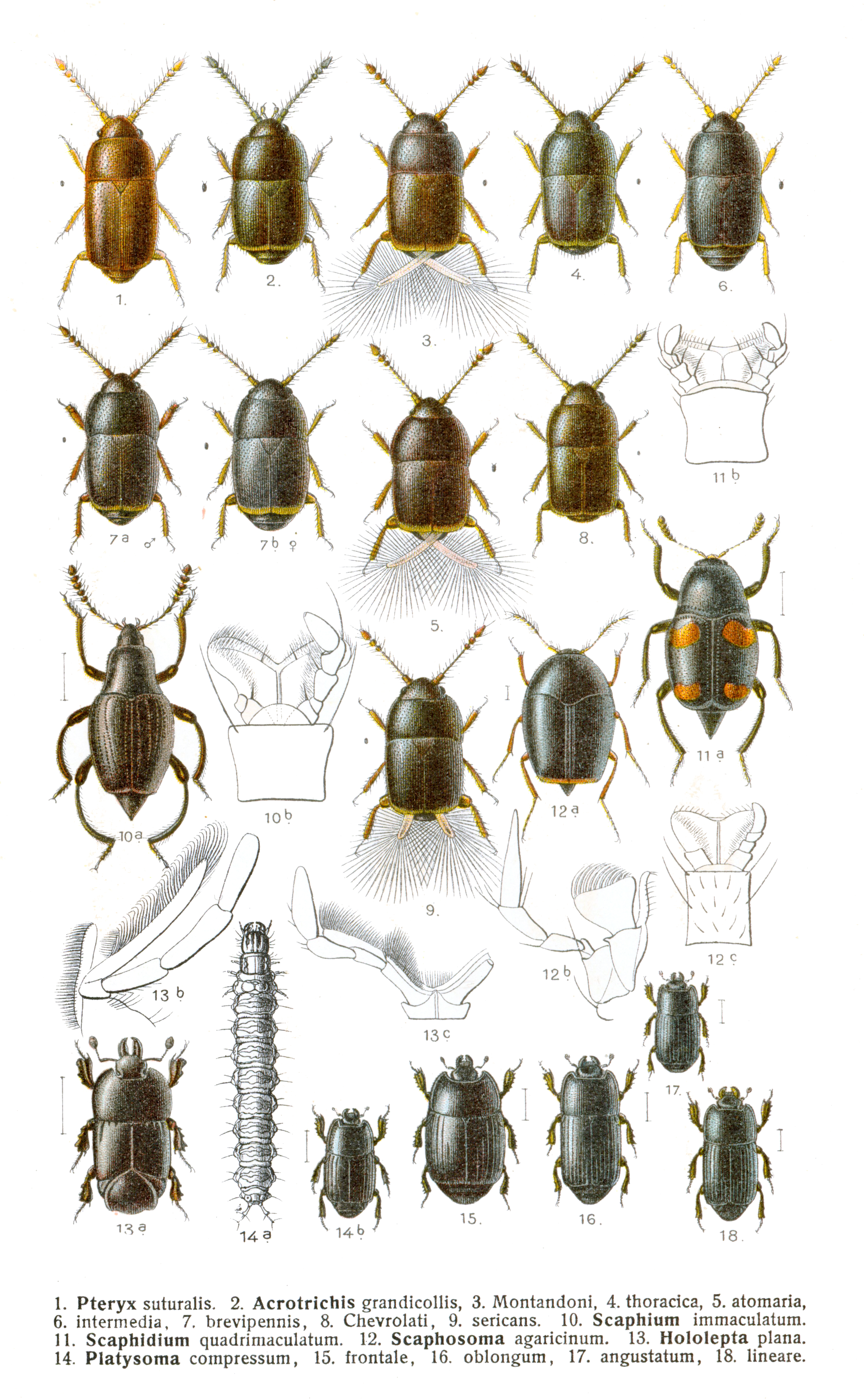
Микроскопические жуки перокрылки (Ptiliidae, рис. 1—9, два верхних ряда) имеют длину менее 1 мм

#### Паукообразные
Мельчайшими в мире паукообразными (и одним из мельчайших видов типа членистоногие в целом) являются тромбидиформные клещи из семейства Eriophyidae (Abacarus hystrix и др.), образующие галлы на растениях. Длина мельчайших представителей этой группы — от 0,125 до 0,250 мм.

#### Ракообразные
Самыми мелкими известными ракообразными считаются тантулокариды Stygotantulus stocki, которые на стадии личинки-тантулюса обладают длиной около 100 мкм. На других стадиях сложного жизненного цикла они обладают большими размерами: самцы достигают 400 микрон.

#### Насекомые
Мельчайшими в мире насекомыми признаны самцы паразитических наездников Dicopomorpha echmepterygis (перепончатокрылые), чья длина составляет 139 мкм (0,139 мм); самки на 40 % крупнее.

##### Жесткокрылые
Мельчайшими в мире жесткокрылыми являются перокрылки из трибы Nanosellini которые имеют длину менее 1 мм; среди них жук Scydosella musawasensis (300 мкм), Vitusella fijiensis (310 мкм), представители рода Nanosella (от 300 до 400 мкм), в частности Nanosella fungi (от 300 до 400 мкм). Это одни из мельчайших представителей непаразитических видов насекомых.

### Позвоночные

#### Рыбы

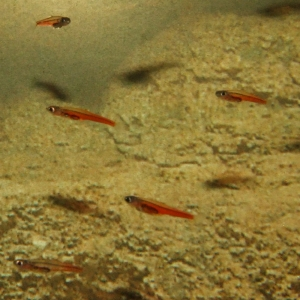
Paedocypris progenetica

Paedocypris progenetica — рыба из семейства карповых, эндемик Индонезии, самая мелкая известная рыба. Длина самцов не превышает 9,8 мм, самок — 10,3 мм. До описания лягушки Paedophryne amauensis рыбы Paedocypris progenetica были самым мелким известным видом позвоночных, в настоящее время остаются самым мелким известным видом рыб.

#### Земноводные

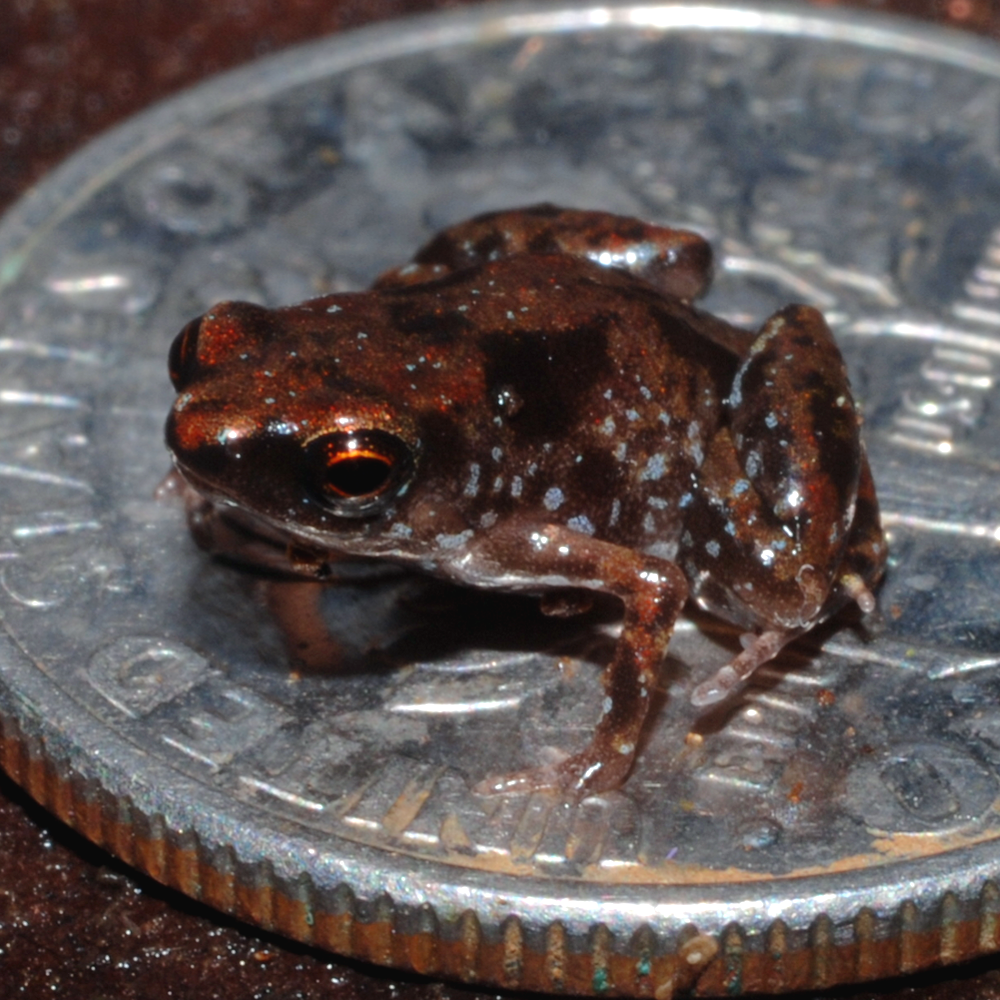
Лягушка Paedophryne amauensis, сидящая на монете в 10 центов США (диаметр 17,91 мм)

Мельчайшим позвоночным животным (и мельчайшим земноводным) является описанная в 2012 году лягушка Paedophryne amauensis. Найденные в Папуа-Новой Гвинеи её представители имели среднюю длину около 7,7 мм (7—8 мм).

#### Пресмыкающиеся
Виргинский круглопалый геккон (Sphaerodactylus parthenopion, Гекконовые) и карликовый геккон Sphaerodactylus ariasae — мельчайшие представители класса пресмыкающиеся. Их длина лишь 16—18 мм. Мельчайшей в мире черепахой является Homopus signatus, эндемик Южной Африки. Самцы этого вида имеют размер 6—8 см, а самки около 10 см.

#### Млекопитающие
Одним из мельчайших представителей класса млекопитающие является свиноносая летучая мышь (Craseonycteris thonglongyai), обитающая в Мьянме и Таиланде. Масса взрослой особи не превышает 1,7—2 грамм, длина тела — 2,9—3,3 см, размах крыльев — от 13 до 15 см.
На титул самого мелкого современного млекопитающего претендует также карликовая многозубка (Suncus etruscus). Средняя масса животного составляет около 1,8 грамма (1,3—2,4 грамм).

#### Птицы
Самая маленькой птицей является колибри-пчёлка (Mellisuga helenae, эндемик Кубы), длина её тела 5,51 см, масса может составлять 1,95 г (по другим данным 1,6 г).

## Растения

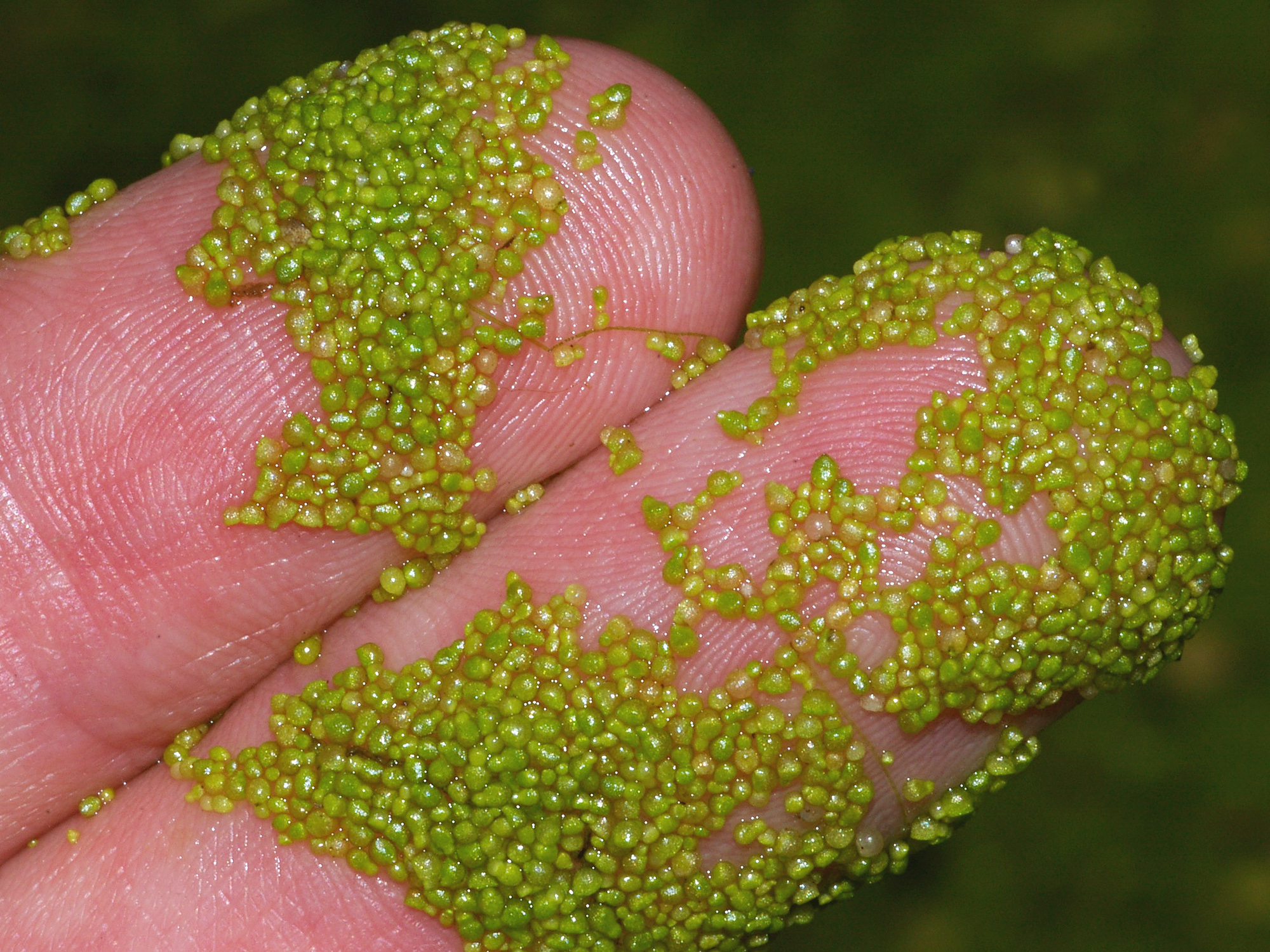
Представитель рода Вольфия (Wolffia arrhiza) на пальцах человека

Самыми маленькими цветковыми растениями на Земле считаются ряски рода Вольфия (Wolffia), чей размер менее 0,4 мм.